# Рикардит
Ріккардит — телурид міді (Cu7Te5) або Cu3-x (x = 0 до 0,36)Te2. Вперше було описано для появи в шахті Доброї Надії, район Вулкан, округ Ганнісон, Колорадо, США,  і названий на честь гірничого інженера Томас Артур Рікард (1864–1953). Це низькотемпературний гідротермальний мінерал, який поєднується з вулканітом, телуром самородним, камеронітом, петцитом, сильванітом, бертьєритом, піритом, арсенопіритом і борнітом.